# Hein Otterspeer
Hendrik Otterspeer –conocido como Hein Otterspeer– (Gouda, 11 de noviembre de 1988) es un deportista neerlandés que compite en patinaje de velocidad sobre hielo.
Ganó una medalla de plata en el Campeonato Mundial de Patinaje de Velocidad sobre Hielo en Distancia Individual de 2023, dos medallas en el Campeonato Mundial de Patinaje de Velocidad sobre Hielo en Distancia Corta, plata en 2015 y bronce en 2013, y dos medallas de plata en el Campeonato Europeo de Patinaje de Velocidad sobre Hielo en Distancia Corta, en los años 2021 y 2023.

## Palmarés internacional
| Campeonato Mundial en Distancia Individual | Campeonato Mundial en Distancia Individual | Campeonato Mundial en Distancia Individual | Campeonato Mundial en Distancia Individual |
| Año                                        | Lugar                                      | Medalla                                    | Prueba                                     |
| ------------------------------------------ | ------------------------------------------ | ------------------------------------------ | ------------------------------------------ |
| 2023                                       | Heerenveen (Países Bajos)                  | Medalla de plata                           | Velocidad por equipos                      |
| Campeonato Mundial en Distancia Corta      |                                            |                                            |                                            |
| Año                                        | Lugar                                      | Medalla                                    | Prueba                                     |
| 2013                                       | Salt Lake City (Estados Unidos)            | Medalla de bronce                          | Clasificación general                      |
| 2015                                       | Astaná (Kazajistán)                        | Medalla de plata                           | Clasificación general                      |
| Campeonato Europeo en Distancia Corta      |                                            |                                            |                                            |
| Año                                        | Lugar                                      | Medalla                                    | Prueba                                     |
| 2021                                       | Heerenveen (Países Bajos)                  | Medalla de plata                           | Clasificación general                      |
| 2023                                       | Hamar (Noruega)                            | Medalla de plata                           | Clasificación general                      |